# Cheng Yonghua
Cheng Yonghua (chiń. 程永华; ur. 1954) – chiński dyplomata.
Ambasador Chińskiej Republiki Ludowej w Japonii. Pełni tę funkcję od lutego 2010.
Wcześniej pełnił funkcję ambasadora w Federacji Malezji między sierpniem 2006 a sierpniem 2008, a od października 2008 do lutego 2010 był ambasadorem w Republice Korei.